# Li Si Ben wan chen mo

Li Si Ben wan chen mo (chinois : 里斯本丸沉没) est un documentaire chinois réalisé par Fang Li, coréalisé par Ming Fan (en) et Lily Gong, avec Fang Li, Tony Banham (en), Lin Agen, Dennis Morley et William Bannifield. Le documentaire a été présenté pour la première fois au Festival du film de Londres le 15 août 2023 et est sorti en république populaire de Chine le 6 septembre 2024,.
Le film a pour thème le navire-cargo japonais Lisbon Maru transportant des prisonniers de guerre britanniques pendant la Seconde Guerre mondiale et torpillé en octobre 1942 par la marine américaine, causant des centaines de victimes.
Le film est choisi pour représenter la Chine à la 97e édition de l'Oscar du meilleur film international en 2025.